# Scooby-Doo! Abracadabra-Doo
Scooby-Doo! Abracadabra-Doo es la decimocuarta película directa a video basada en las caricaturas de sábado por la mañana de Scooby-Doo. Fue producida en 2009 por Warner Bros. Animation y fue lanzada el 16 de febrero de 2010. El estreno por TV tuvo lugar el 10 de julio de 2010 en Cartoon Network. En Cartoon Network (Latinoamérica) se estrenó el 19 de julio de 2013.

## Reparto
- Matthew Lillard -Shaggy Rogers
- Frank Welker -Fred Jones
- Mindy Cohn - Velma Dinkley
- Grey DeLisle - Daphne Blake
- Danica McKellar - Madelyn Dinkley
- James Patrick Stuart - Whirlen Merlin
- Brian Posehn - Marlon Whirlen
- Diane Delano - Mrs. Alma Rumblebuns
- Jeffrey Tambor - Mr. Calvin Curdles
- Crystal Scales - Crystal
- John DiMaggio - Amos
- Dave Attell - G.P.S.
- Dee Bradley Baker - Sherman
- Melique Berger - La Mamá Enojada
- Olivia Hack - Treena
- John Stephenson - El Sheriff